# Itame umbriferata
Itame umbriferata là một loài bướm đêm trong họ Geometridae.